# Today Is the Day
A Today is the Day amerikai együttes. Zenéjükben többféle műfaj elemei is hallhatóak. Főleg a noise rock, extrém metal és post-hardcore műfajokban zenélnek, de hardcore punk és egyéb műfajok is hallhatóak a dalaikban. Lemezkiadóik: Amphetamine Records, Relapse Records, SuperNova Records, BMA Records, Southern Lord Records, The End Records.

## Története
1992-ben alakultak meg a Tennessee állambeli Nashville-ben. Steve Austin énekes-gitáros és Brad Elrod dobos alapították. Először egy EP-t dobtak piacra 1994-ben, melyre rögtön felfigyelt az Amphetamine Records és leszerződtette a zenekart. Első nagylemezük ugyanebben az évben került piacra. 1994-ben már második stúdióalbumuk is megjelent, ezt egy EP követte, mely egy split lemez volt a Chokebore és a Guzzard együttesekkel. A második nagylemez megjelentetése után a Today is the Day népszerűsége nőni kezdett a metal rajongók körében. Harmadik stúdióalbumuk 1996-ban jelent meg, ez volt az utolsó lemezük az Amphetamine Records-nál. Ugyanebben az időben Mike Herrell basszusgitáros "lapátra került", helyére Scott Wexton billentyűs érkezett. 1997-ben átiratkoztak a Relapse Records-hoz, negyedik stúdióalbumuk már náluk jelent meg. Megint tagcserék következtek, Christopher Reeser basszusgitáros/billentyűs került a zenekarba, és Mike Hyde dobos. 1999-ben új nagylemezt is piacra dobtak. 2000-ben Bill Kelliher gitáros és Brann Dailor dobos kiszállt az együttesből, hogy megalapítsák a Mastodon-t. Ennek következtében 2000 és 2001 csendes évnek számított a Today is the Day történetében, ugyanis ezekben az években csak egy koncertalbumot jelentettek meg. 2002-ben végül új stúdióalbum került ki a házuk tájáról, melyen ritkaságok is hallhatóak. 2004-ben még egy nagylemezt megjelentettek. 2006-ban a Hate Eternal korábbi dobosa, Derek Roddy beszállt az együttesbe, és a 2007-es stúdióalbumuk már az ő közreműködésével készült el. 2008-ban azonban Roddy el is hagyta a zenekar sorait, Steve Austin-nal megromlott viszonya miatt. Helyére Mike Rosswog dobos került. 2007-ben koncertfilm készült az ugyanebben az évben megjelent stúdióalbumuk alapján. 2011-ben és 2014-ben is piacra dobtak stúdióalbumokat.

## Zenei hatásuk
Fő zenei hatásukként a következő együtteseket/előadókat jelölték meg: Death, Slayer, Pink Floyd, King Crimson, U2, Napalm Death, Eyehategod, Melvins, Butthole Surfers, Miles Davis, Morbid Angel, The Jesus Lizard, Neurosis. Sokszínű zenei hatásuk is jelöli, hogy a dalaikban több műfaj elemei is hallhatóak. A kritikusok nagyrészt a noise rock műfajba sorolják őket, de a következő zenei stílusok is hallhatóak dalaik során: math metal, doom metal, post-metal, hardcore punk, extrém metal, grindcore. Post-hardcore műfajban is jelen vannak.

## Tagjai
Jelenleg három taggal rendelkeznek:
- Steve Austin - éneklés, gitár (1992-)
- DJ Cox - basszusgitár, billentyűsök (2017-)
- Tom Bennett - dobok (2017-)

Sűrűek voltak a tagcserék a zenekar soraiban. Vendégzenészeik közül még az Anal Cunt énekese, Seth Putnam is szerepelt, a 2002-es nagylemezükön.

## Diszkográfia
- Supernova (1993)
- Willpower (1994)
- Today is the Day (1996)
- Temple of the Morning Star (1997)
- In the Eyes of God (1999)
- Sadness Will Prevail (2002)
- Kiss the Pig (2004)
- Axis of Eden (2007)
- Pain is a Warning (2011)
- Animal Mother (2014)